# Saxifraga longifolia
Saxifraga longifolia, de nom vulgar corona de rei, és una espècie de planta fanerògama que pertany a la família Saxifragaceae, autóctona del Pirineu i Prepirineu.
És una planta herbàcia, perenne, de fulles linears o estretament espatulades, agudes, de 3 a 8 cm de llargada, que formen una roseta basal compacta i aplanada.. Les flors, blanques i nombroses, són disposades en una panícula de 25 a 50 cm. Creix en cingles i penyalars. Es tracta d'una planta amb propietats abortives. És un remei que fan servir els pastors amb el bestiar, ajuda a expulsar la placenta.